# سیارک ۱۸۴۱
سیارک ۱۸۴۱ (به انگلیسی: 1841 Masaryk، نامگذاری:1971UO1) هزار و هشتصد و چهل و یکمین سیارک کشف شده‌است که در ۲۶ اکتبر ۱۹۷۱ کشف شد.
قدر مطلق سیارک برابر ۱۰٫۸۰ است.